# Ditrichum darjeelingense
Ditrichum darjeelingense är en bladmossart som beskrevs av Ferdinand François Gabriel Renauld och Jules Cardot 1905. Ditrichum darjeelingense ingår i släktet grusmossor, och familjen Ditrichaceae. Inga underarter finns listade i Catalogue of Life.